# Aurelio Zibramonti
Aurelio Zibramonti (Mantova, ... – Roma, 20 giugno 1589) è stato un vescovo cattolico italiano.

## Biografia
Nacque dalla nobile famiglia degli Zibramonti, insediatasi a Mantova nel 1300.
Ricoprì la carica di segretario particolare e di consigliere del duca di Mantova Guglielmo Gonzaga.
Dopo la morte di Orazio Gonzaga, marchese di Solferino, avvenuta nel 1587, si scatenò una disputa sull'eredità che coinvolse il marchesato di Castiglione e quindi direttamente Rodolfo Gonzaga, signore di Castiglione, che vantava pretese sul feudo.

Il vescovo Zibramonti, su ordine del duca Guglielmo, si recò personalmente a Solferino per convincere Rodolfo Gonzaga a non intervenire militarmente per occupare il paese, perché il duca Guglielmo, temeva lo scoppio di una guerra civile tra i rami minori della casata Gonzaghesca. Rodolfo sciolse le truppe ma non rinunciò al controllo di Solferino, che occupò nel gennaio 1588.
Fu inviato a Roma per curare alcune pratiche del duca di Mantova e vi morì nel 1589. Fu sepolto nella chiesa della Santissima Trinità a Monte Pincio.

## Genealogia episcopale
La genealogia episcopale è:
- Cardinale Guillaume d'Estouteville, O.S.B.Clun.
- Papa Sisto IV
- Papa Giulio II
- Cardinale Raffaele Sansone Riario
- Papa Leone X
- Papa Clemente VII
- Cardinale Antonio Sanseverino, O.S.Io.Hieros.
- Cardinale Giovanni Michele Saraceni
- Papa Pio V
- Cardinale Innico d'Avalos d'Aragona, O.S.Iacobi
- Vescovo Aurelio Zibramonti